# Polis i Amerika
Denna artikel beskriver polis i Nordamerika, Centralamerika och Sydamerika.

## Argentina

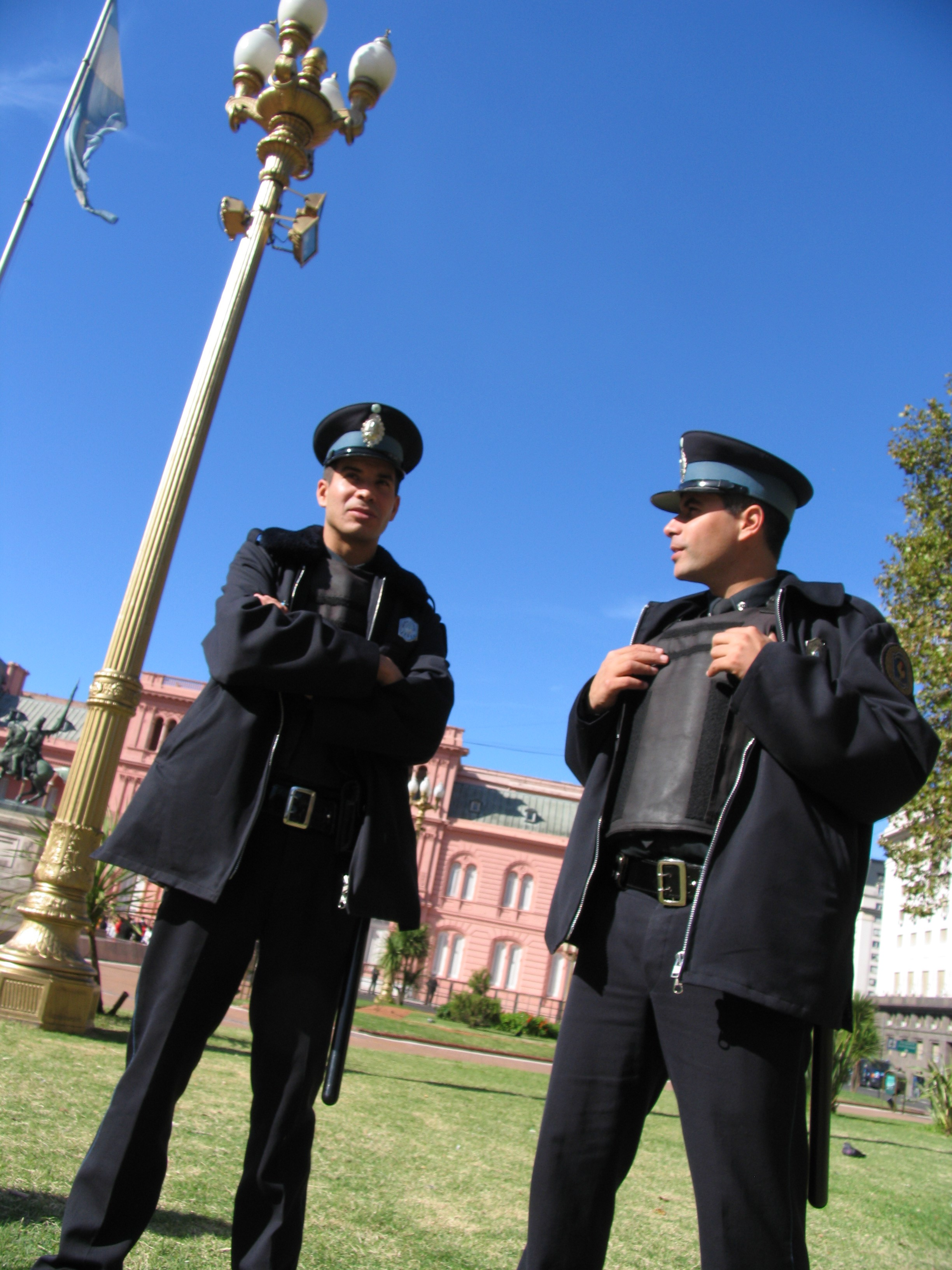
Policía Federal Argentina

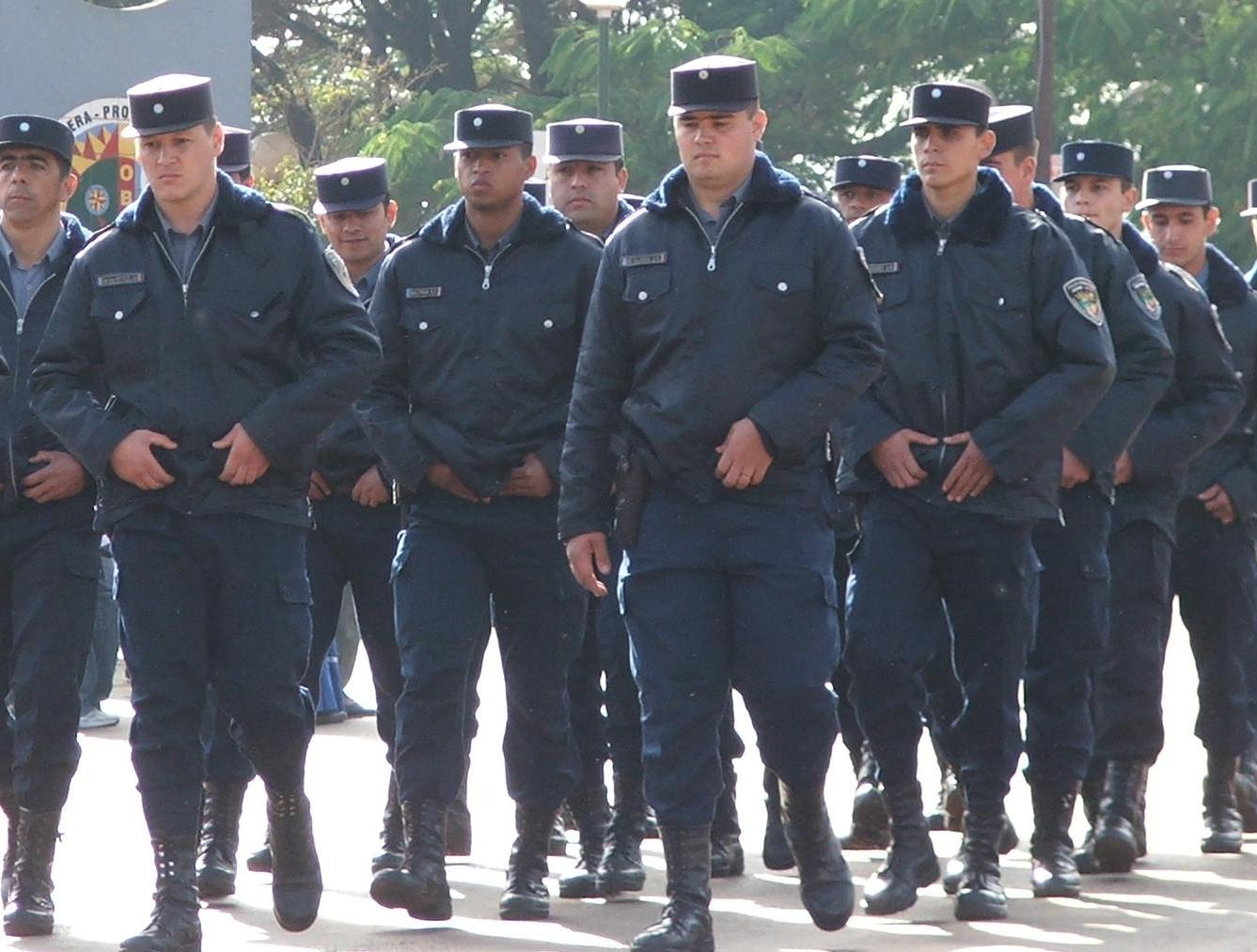
Provinspolis från provinnsen Misiones, Argentina

Polisen i Argentina är organiserad på två nivåer: federal polis och provinspolis. Den federala polisen består dels av den civila federala polisen – Policía Federal Argentina – som är en federal ordnings- och kriminalpolis , dels av det federala gendarmeriet - Gendarmería Nacional Argentina – som är en militär organisation med ansvar för gränsbevakning och militär ordning och säkerhet. Den har även ett särskilt uppdrag för att bekämpa narkotikasmuggling, terrorism och organiserad brottslighet, samt för att stödja andra polismyndigheter när deras resurser inte är tillräckliga för att upprätthålla allmän ordning. Prefectura Naval Argentina är en federal polisiär kustbevakningsorganisation. En federal flygplatspolis - Policía de Seguridad Aeroportuaria (PSA) bildades 2005 för att upprätthålla ordning ocdh säkerhet vid Sistema Nacional de Aeropuertos (de federalt drivna flygplatserna).

## Belize
Belize har en enhetlig, centralt organiserad, civil statlig polis - Belize Police Department, som har sitt historiska ursprung i British Honduras Constabulary Force grundad 1886. Polisen i Belize är en av de få poliskårer i världen som i huvudsak uppträder obeväpnad.

## Bolivia
Bolivia har en enhetlig, centralt organiserad, paramilitär statlig polis - Policía Nacional de Bolivia, som lyder under inrikes- och justitieministeriet.

## Brasilien

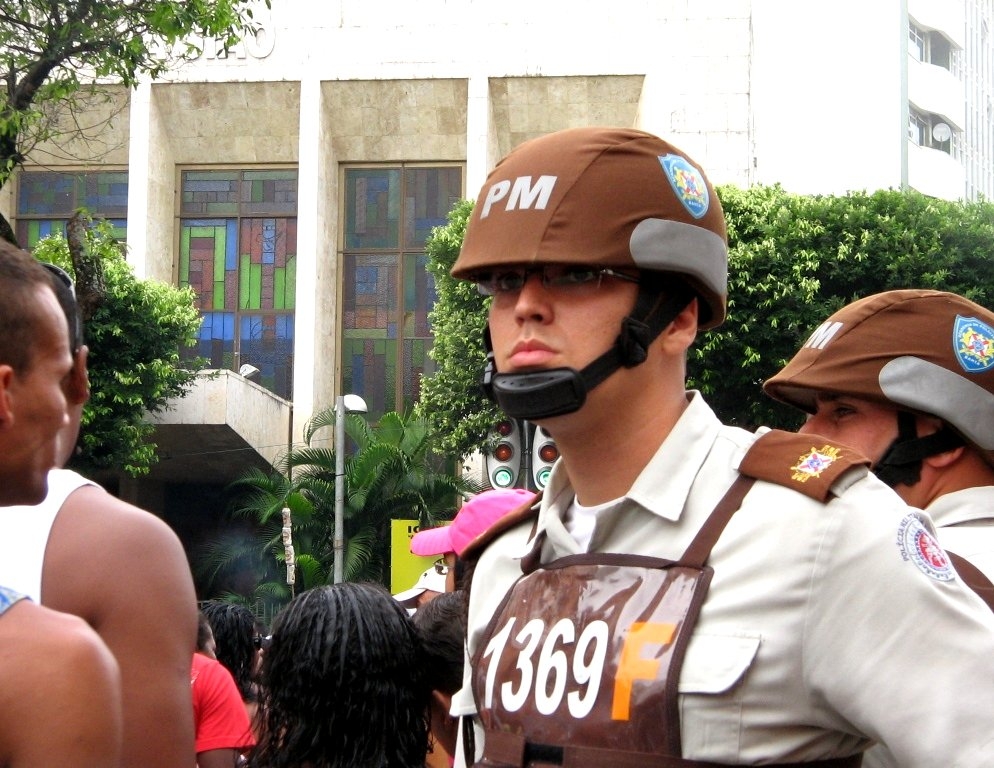
Polícia Militar da Bahia, Brasilien

Polisen i Brasilien är i organiserad på två nivåer: federal polis och delstatlig polis. Endast undantagsvis förekommer en kommunal polis. Den federala polisen - Departemento de Polícia Federal (DPF) –  utreder brott begångna mot den federala regeringen, dess myndigheter och företag, bekämpar internationell narkotikahandel samt ansvarar för gräns-, flyg- och sjöpolis. Den federala trafikpolisen - Policia Rodovária Federal (PRF) - ansvarar för ordning och säkerhet på de federala motorvägarna, medan den federala järnvägspolisen - Polícia Ferroviária Federal - har samma ansvar för järnvägsnätet. De delstatliga poliskårerna består dels av civil kriminalpolis - Polícia Civil (PC) – dels av paramilitär ordningspolis - Polícia Militar (PM), som även ansvarar för brandförsvaret. Staden São Paulo är den enda större kommun som har en egen poliskår.

## Chile

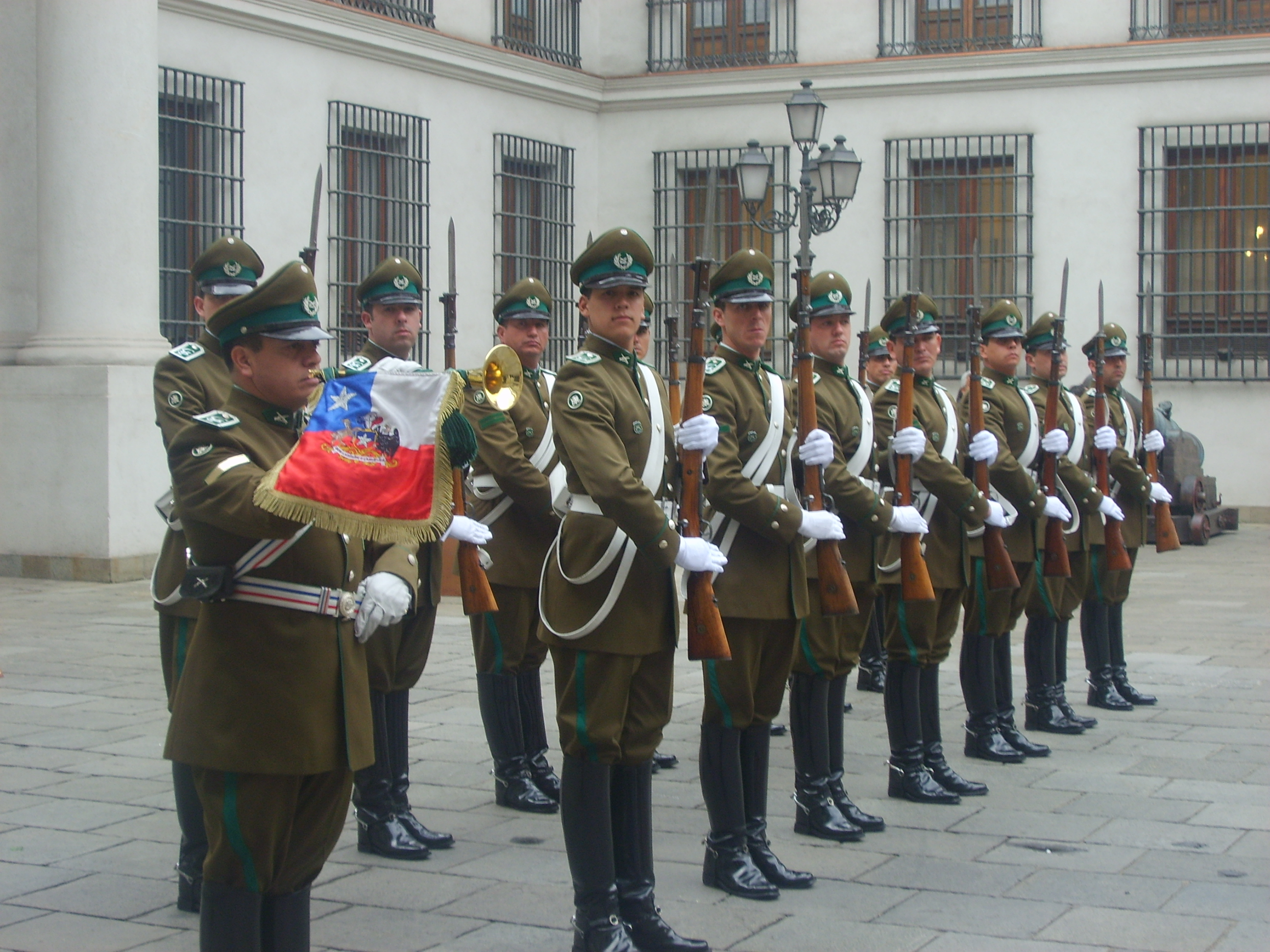
Högvakt från Carabineros de Chile vid presidentpalatset

Polisen i Chile är statlig. Det finns dels en civil kriminalpoliskår - Policía de Investigaciones de Chile (PICH) – dels en paramilitär ordningspoliskår – Carabineros de Chile - som administrativt lyder under försvarsdepartementet och operativt under inrikesministeriet.
Se även Polisens grader i Chile

## Colombia

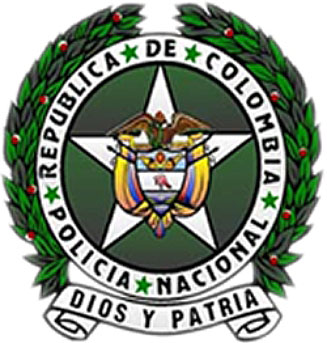

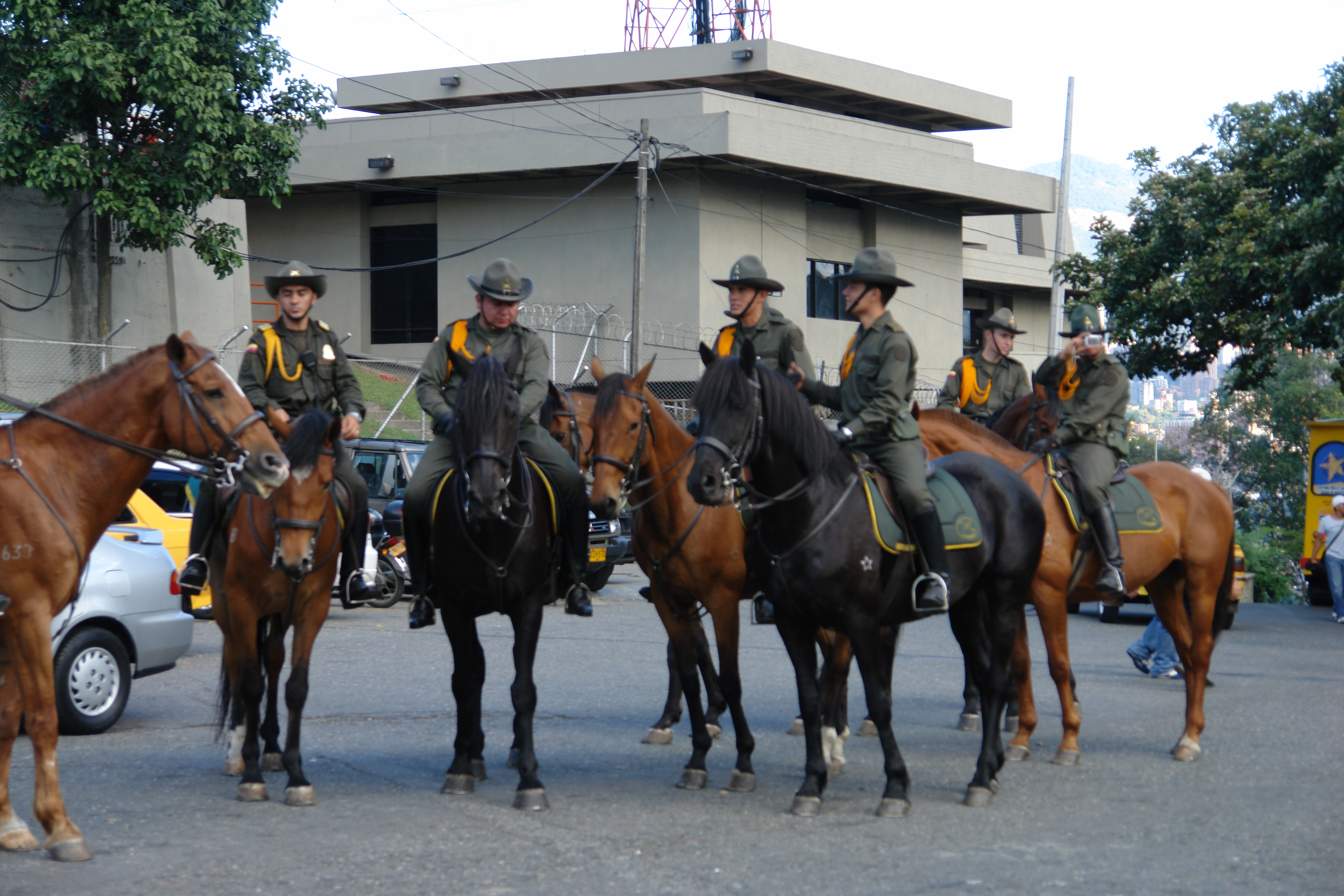
En beriden patrull från Polícia Nacional de Colombia

Polisen i Colombia är statlig. Det finns dels en säkerhetspolis - Departamento Administrativo de Seguridad (DAS) – som ansvarar för säkerhetsunderrättelsetjänst, vissa brottsutredningar, migrationsfrågor och personskydd, dels en statspolis - Policía Nacional – med ett generellt ansvar för allmän ordning och säkerhet samt för brottsbekämpning.

## Dominikanska republiken
Dominikanska republiken har sedan 1936 en enhetlig, centralt organiserad, statlig polis - Policía Nacional Dominicana.

## Ecuador
Ecuador har en enhetlig, centralt organiserad, paramilitär statlig polis - Policía Nacional.. Militären deltar i viss utsträckning i brottsbekämpningen genom att armén och polisen genomför gemensamma patrulluppdrag.

## El Salvador
El Salvador har sedan 1993 en enhetlig, centralt organiserad, civil statlig polis, Policía Nacional Civil (PNC). PNC grundades som ersättare för de tre statliga poliskårer som upplöstes till följd av fredsavtalet efter inbördeskriget 1980-1992.

## Guyana
Guyana har en enhetlig, centralt organiserad, statlig polis - Guyana Police Force, som har sitt historiska ursprung i en paramilitär styrka grundad i Brittiska Guyana 1891.

## Haiti
Haiti har en enhetlig, centralt organiserad, civil statlig polis - Police Nationale d'Haïti (PNH) - vilken grundades 1995 som en del i demokratiseringen av Haiti efter att president Jean-Bertrand Aristide återvände till landet 1994. Till stöd för PNH arbetar FN:s civila poliskontingent (CIVPOL), som är en del av FN:s fredsbevarande styrka i landet. PNH erhåller också omfattande bilateralt stöd från USA och Kanada.

## Honduras

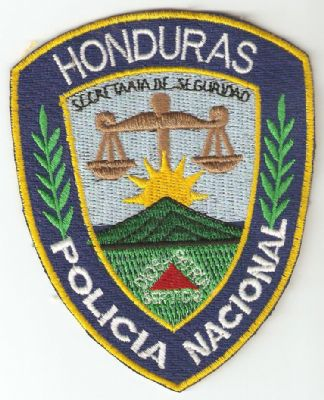

Honduras har en centralt organiserad civil statlig polis - Policía Nacional Preventiva. Som en del av demokratiseringsprocessen efter militärdiktaturen efterträdde den 1997 den tidigare paramilitära Fuerza de Seguridad Pública (Fusep) som var en fjärde försvarsgren inom den honduranska försvarsmakten. På grund av den stora brottsligheten och bristande resurser hos den civila polisen deltar dock militären fortfarande i brottsbekämpningen, då stora delar av armén genomför gemensamma patrulluppdrag tillsammans med den civila polisen. Det finns även en narkotikapolis - Dirección de Lucha contra el Narcotráfico (DLCN).

## Kanada
Polisen i Kanada är i princip organiserad på tre nivåer: federal polis, provinspolis och lokal polis. Då den federala polisen genom avtal övertagit ansvaret för såväl provinspolis som lokal polis i stora delar av landet, har Kanada en ovanligt enhetlig polisorganisation för en förbundsstat. Det är bara i Ontario och Québec som det finns ett fullt utbyggt system med provinspolis och lokal polis.

## Mexiko

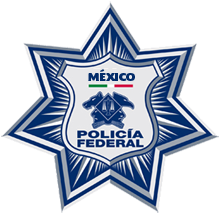

Polisen i Mexiko är i organiserad på tre nivåer: federal polis, delstatlig polis och kommunal polis. Därtill kommer polisen i Mexico City, som är ett federalt distrikt (Distrito Federal). Överordnande organ är det federala säkerhetsministeriet och samordnande organ är det nationella säkerhetssystemet (Sistema Nacional de Seguridad Publica).

## Nicaragua
Nicaragua har en enhetlig, centralt organiserad, civil statlig polis - Policía Nacional. På grund av bristande anslag och personalbrist biträder armén polisen med att upprätthålla allmän och ordning och säkerhet på landsbygden.

## Panama

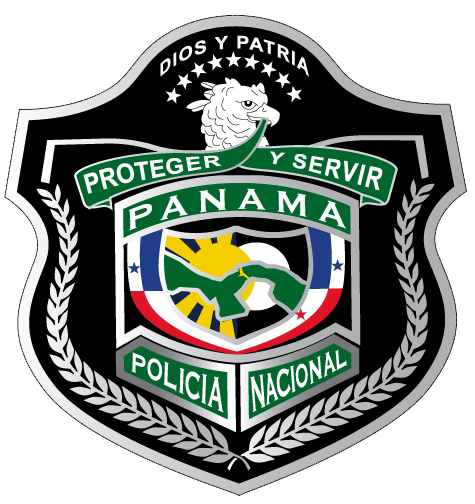

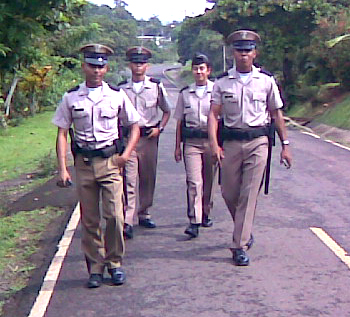
En fotpatrull från Polícia Nacional de Panama 2009

Panama har en enhetlig, centralt organiserad statlig polis - Policía Nacional.

## Paraguay
Paraguay har en enhetlig, centralt organiserad, paramilitär statlig polis - Policía Nacional. Större delen av polispersonalen utgörs av värnpliktiga.

## Peru
Peru har sedan 1988 en enhetlig, centralt organiserad, statlig polis - Policía Nacional del Perú (PNP).

## USA

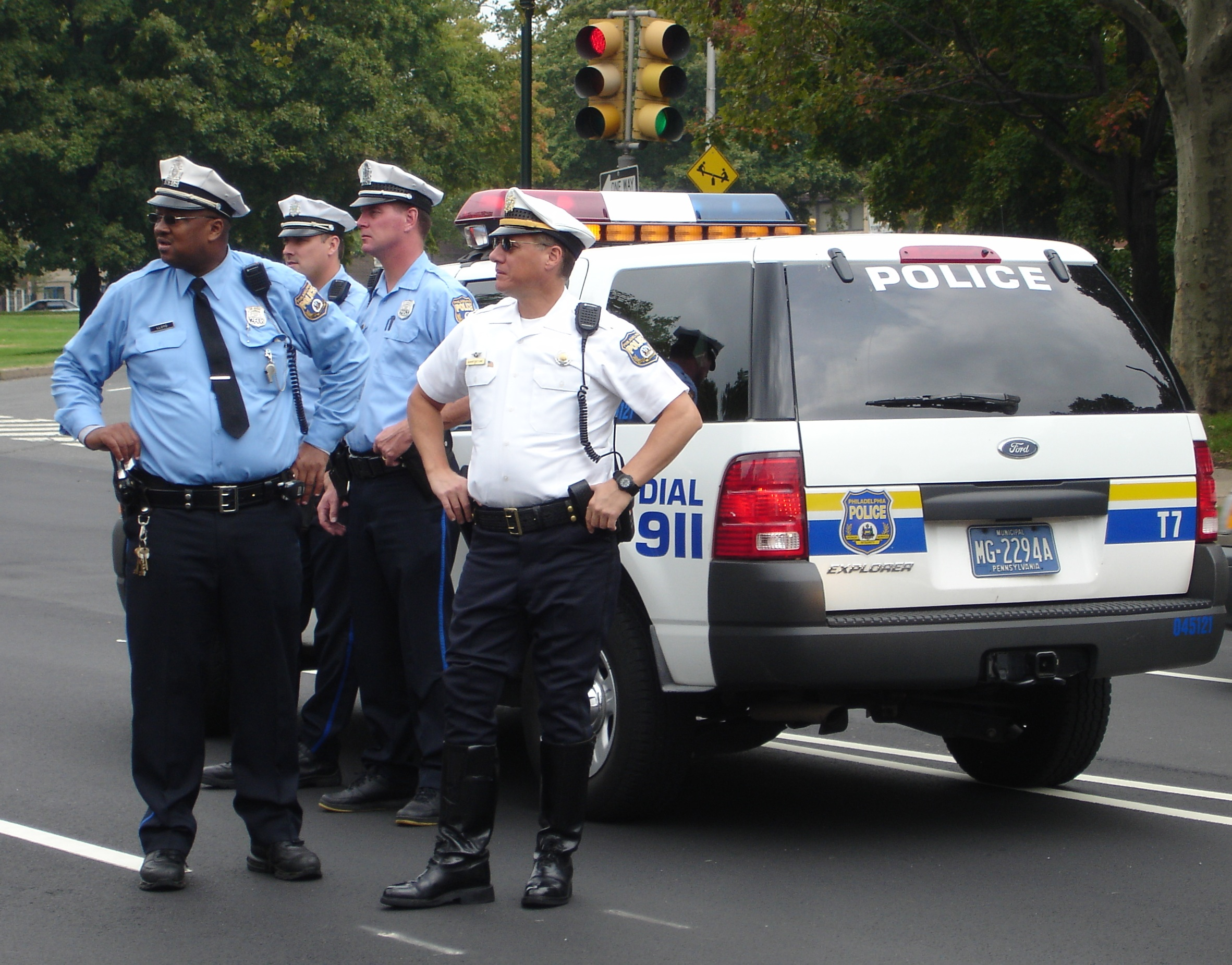
Uniformerade poliser från Philadelphia Police Department.

USA är en förbundsstat där den federala och den delstatliga makten är strängt delad enligt konstitutionen. Därför är också den federala polisen rigoröst åtskild från den delstatliga och den federala polisen kan endast verka inom de områden som faller inom federal jurisdiktion, medan den delstatliga polisen saknar befogenhet att bekämpa federala brott. 
De flesta poliser verkar inom den delstatliga jurisdiktionens område. År 2000 fanns det 88 496 federala poliser, men 708 023 poliser som verkade inom ramen för en delstatlig jurisdiktion. Inom den delstatliga jurisdiktionen finns det poliser på central delstatlig nivå (statspolis), countynivå (sheriffer) och lokal nivå (kommunal polis). Av dessa är den lokala nivån störst med 443 550 poliser år 2000.  Detta gör också att det finns ett mycket stort antal polismyndigheter i USA. År 2000 fanns det 17 784 polismyndigheter inom den delstatliga jurisdiktionens område.

## Uruguay
Uruguay har sedan 1829 en enhetlig, centralt organiserad, statlig polis - Policía Nacional.

## Venezuela

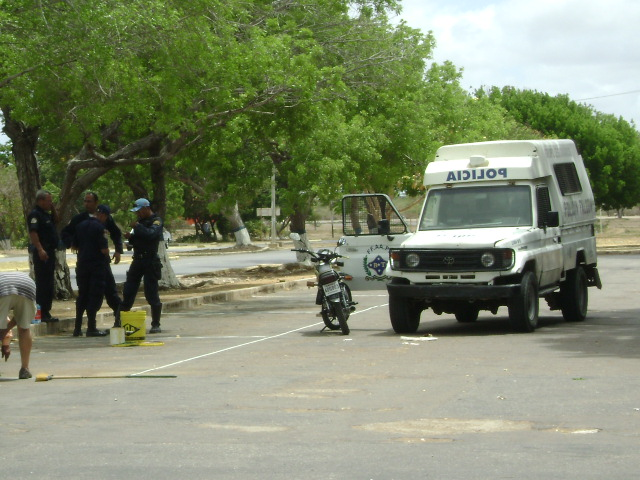
Polis i Judibana, Venezuela

Venezuela hade till 2008 två utredande federala polismyndigheter, dels den federala säkerhetspolisen - Direccion de Investigaciones de los Servicios de Inteligencia y Prevencion (DISIP) – dels den federala kriminalpolisen - Cuerpo de Investigaciones Cientificas, Penales y Criminalísticas (CICP). Dessa ersattes då av en federal uniformerad poliskår - Policía Nacional de Venezuela. Dessutom finns det över 450 delstatliga och kommunala poliskårer. Bland dessa kan nämnas Fuerza Armada Policial del Estado Lara (statspolisen i Lara), Policia Metropolitana (stadspolisen i Caracas) och Policia Municipal de Chacao (den kommunala polisen i Chacao).